# Talp daurat de Visagie
El talp daurat de Visagie (Chrysochloris visagiei) és una espècie de talp daurat originària de Sud-àfrica, on només se la coneix pel seu holotip, trobat a la província del Cap Occidental.